# Camptochaeta stammeri
Camptochaeta stammeri är en tvåvingeart som först beskrevs av Franz Lengersdorf 1940.  Camptochaeta stammeri ingår i släktet Camptochaeta och familjen sorgmyggor. Arten är reproducerande i Sverige. Inga underarter finns listade i Catalogue of Life.